# 宮の本遺跡
宮の本遺跡（みやのもといせき）は、長崎県佐世保市高島町にある縄文時代草創期から古墳時代の複合遺跡。

## 概要
九十九島に含まれる高島の南部、最南端の番岳と北部の山間部をつなぐ砂州上にあり、高島町の集落と重なっている。このため、遺跡の発見より以前から散発的に人骨が出土しており、そのたびに現地の人々は「骨さま」と称した石塚に埋葬していた。1977年（昭和52年）に宅地改築のため整地したところ人骨が発見され、佐世保市教育委員会による発掘調査が始まった。
縄文海進と呼ばれる時期には波打ち際だったため、縄文時代草創期～後期の遺物は遺跡北部の砂州上に満遍なく打ち寄せられて散在し、遺物包含層を形成できない。
包含層が顕著なのは縄文時代晩期と弥生時代の遺構である。縄文晩期の包含層からは多数の山ノ寺式土器や大陸系の磨製石斧、石組みの土壙墓と仰臥屈葬された人体1体が発見された。
最も重要な弥生時代の包含層からは、中央部の墓地から40基の墓と40体の人骨、多数の副葬品が出土している。墓は箱式石棺、土壙、甕棺が混在する。石棺は男性が中心で土壙は女性が中心であることから、性別による埋葬法の差別化・区別化があったと推定される。
8体の女性は左手首にイモガイの腕輪をつけて埋葬されていた。弥生時代から宝物として珍重されていたイモガイは、南西諸島原産であるにもかかわらず、宮の本独自の加工が施された物が、北海道の有珠10遺跡でも発掘されており、宮の本が貝の東シナ海流通ルートの中継拠点だったことが実証された。その一翼を船で担っていた宮の本弥生人は、内陸弥生人に比べ上腕が発達し、逆に足は華奢だったことも判明した。